# 昂东 (印尼)
昂东（Ondong）是印度尼西亚北苏拉威西省的一个城镇，是锡奥塔古兰当比亚罗群岛县的县治所在，位于桑义赫群岛锡奥岛西部海岸，南距万鸦老150公里。2010年统计，昂东所在的西锡奥区（Kecamatan Siau Barat）共有7,849人。

## 资料来源
1. ↑  Biro Pusat Statistik, Jakarta, 2011.